# Трайкович, Йован
Йован Трайкович (серб. Јован Трајковић; 27 ноября 1907, Панчево — 25 февраля 1942, Морович) — югославский служащий, партизан времён Народно-освободительной войны.

## Биография
Родился 27 ноября 1907 в Панчево. Работал госслужащим. В конце 1920-х годов вступил в революционное рабочее движение. Был принят в КПЮ в 1929 году. За свою поддержку коммунистов был арестован и 11 декабря 1929 приговорён государственным судом к 12 годам тюремного заключения. Позднее 21 июня 1934 судом в Сремске-Митровице наказание увеличилось ещё на два года, поскольку Йован участвовал в мартовских протестах против осуждения коммунистов. Наказание отбывал в Сремске-Митровице, Мариборе и Лепоглаве.
22 августа 1941 сбежал из тюрьмы в составе группы из 32 коммунистов. Нёс службу во Фрушкогорском партизанском отряде. Погиб 25 февраля 1942 близ Моровича в стычке с усташами. В память о Трайковиче в Зренянине было переименовано экономическое училище.